# Гамільтон (округ, Індіана)
Шаблон:StateAbbr_ 40°04′ пн. ш. 86°03′ зх. д. / 40.07° пн. ш. 86.05° зх. д.
Округ  Гамільтон (англ. Hamilton County) — округ (графство) у штаті  Індіана, США. Ідентифікатор округу 18057.

## Історія
Округ утворений 1823 року.

## Демографія
За даними перепису 
2000 року 
загальне населення округу становило 182740 осіб, зокрема міського населення було 161420, а сільського — 21320.
Серед мешканців округу чоловіків було 89884, а жінок — 92856. В окрузі було 65933 домогосподарства, 50849 родин, які мешкали в 69478 будинках.
Середній розмір родини становив 3,16.
Віковий розподіл населення поданий у таблиці:
| Стать    | До 15 років | 15-21 | 22-29 | 30-39 | 40-49 | 50-65 | 65-85 | Понад 85 |
| -------- | ----------- | ----- | ----- | ----- | ----- | ----- | ----- | -------- |
| Чоловіки | 24754       | 7012  | 7956  | 16608 | 15537 | 12242 | 5370  | 405      |
| Жінки    | 23535       | 6637  | 8611  | 17921 | 15782 | 12486 | 6863  | 1021     |

## Суміжні округи
- Тіптон — північ
- Медісон — схід
- Генкок — південний схід
- Меріон — південь
- Бун — захід
- Клінтон — північний захід

## Виноски
1. ↑  U.S. Decennial Census. United States Census Bureau. Архів оригіналу за 26 квітня 2015. Процитовано 10 липня 2014.
2. ↑  Historical Census Browser. University of Virginia Library. Архів оригіналу за 11 серпня 2012. Процитовано 10 липня 2014.
3. ↑  Population of Counties by Decennial Census: 1900 to 1990. United States Census Bureau. Архів оригіналу за 4 жовтня 2014. Процитовано 10 липня 2014.
4. ↑  Census 2000 PHC-T-4. Ranking Tables for Counties: 1990 and 2000 (PDF). United States Census Bureau. Архів (PDF) оригіналу за 18 грудня 2014. Процитовано 10 липня 2014.
5. ↑  Hamilton County QuickFacts. Бюро перепису населення США. Архів оригіналу за 8 червня 2011. Процитовано 17 вересня 2011.(англ.) Наведено за англійською вікіпедією.
6. ↑  American FactFinder. Бюро перепису населення США. Архів оригіналу за 21 травня 2008. Процитовано 31 січня 2008.

| США | Це незавершена стаття з географії США. Ви можете допомогти проєкту, виправивши або дописавши її. |